# Matías de los Santos
Matías de los Santos de los Santos (Salto, Salto; 22 de noviembre de 1992) es un futbolista uruguayo. Juega como defensa central en Club Nacional de Football de la Primera División de Uruguay.

## Trayectoria

### Danubio
Debutó en Danubio de la primera división de Uruguay el 25 de noviembre de 2013 en la victoria como visitantes 3 a 1 sobre Defensor Sporting, ese mismo año conseguiría el apertura uruguayo que lo llevaría a la definición por el título de la temporada 2013/14, el 18 de mayo de 2014 marca su primer gol como profesional en el empate a tres goles con Sud América, su equipo disputaría la histórica final ante Montevideo Wanderers ganador del clausura, obteniendo el título en la definición por penales después de una emocionante final donde empatarían 1-1 en los 180 minutos y luego en el alargue donde su equipo consiguió el empate de manera agónica después de que iniciara en desventaja en los primeros 15 minutos. 
El 21 de agosto debuta en la Copa Sudamericana en donde caen 3 por 1 en casa de Deportivo Capiatá. Debuta en la Copa Libertadores 2015 el 21 de febrero en la derrota como locales 1-2 contra San Lorenzo de Almagro de Argentina. El 19 de febrero de 2016 marca gol en el empate a tres goles contra El Tanque Sisley. Marca el gol de la victoria por la mínima el 18 de marzo de 2017 sobre CA Juventud.

### Primera etapa en Millonarios

#### 2017
El 23 de junio de 2017 se confirma por pedido del entrenador Miguel Ángel Russo como nuevo jugador de Millonarios Fútbol Club de la Categoría Primera A de Colombia cedido por un año. Debuta el 16 de julio en la derrota por la mínima en el clásico capitalino contra Independiente Santa Fe. Su primer gol con el club lo marca el 6 de agosto anotando el único gol en la derrota 1-2 como locales frente al Atlético Junior.
Vuelve al marcar el 13 de diciembre, ante Independiente Santa Fe en la gran final del Torneo Finalización 2017 para dar la victoria por la mínima en el partido de ida, al final quedarían campeones en un global de 3 a 2.

#### 2018
El 7 de febrero celebraría su segundo título con el equipo 'embajador' al ganarle la Superliga de Colombia al Atlético Nacional en condición de visitante.
El 11 de febrero marca su primer gol del año dándole la victoria a su club por la mínima frente a Patriotas Boyacá con un gol de tiro libre.
El 26 de junio se anuncia la compra de sus derechos deportivos y su renovación hasta 2021 por parte de Millonarios.

#### 2019
En esta temporada es dirigido por el entrenador mundialista Jorge Luis Pinto y ganó el Torneo FOX Sports de carácter amistoso.
El 3 de febrero, por la fecha 3 del Torneo Apertura marca los dos goles de la victoria 2-0 contra el Atlético Bucaramanga, los dos de tiro penal saliendo como la figura del partido. Vuelve a marcar el 28 de abril ante Junior de Barranquilla en un tiro libre de larga distancia que sobrepasa la barrera y deja sin posibilidades al arquero rival.

### Cesión en Vélez Sarsfield
Para la temporada 2019-20 llegó en calidad de préstamo a Vélez Sarsfield de la Primera División de Argentina por pedido del entrenador Gringo Heinze. Debido a una grave lesión y a la pandemia del COVID-19 tan solo disputaría con el 'Fortin' 7 partidos.

### Segunda etapa en Millonarios
El 19 de junio de 2020 se anuncia que el Club Atlético Vélez Sarsfield no hará efectiva la opción de compra por el defensor uruguayo, por lo cual regresa al club dueño de pase, Millonarios. Tras ser titular en el equipo que consiguió las 21 fechas sin perder en febrero de 2021 se marcha de la institución.

### Segunda etapa en Vélez Sarsfield
En febrero de 2021 por pedido del entrenador Mauricio Pellegrino regresa al club. El 17 de febrero es presentado de manera oficial por el club argentino. Firma contrato por 3 años.

### Colo-Colo
Luego de una larga negociacion entre Colo-Colo y Vélez el jugador llega a un acuerdo con el club chileno para suplir al lesionado Emiliano Amor.

### Tercera etapa en Vélez Sarsfield
Regresa al club en enero de 2024, solamente seria convocado (sin jugar) para tres partidos de la Copa de la Liga Profesional de Fútbol frente a Barracas Central, Independiente de Avellaneda y River Plate. Tras esta situación seria cedido nuevamente.

### Liverpool FC
A mediados de febrero de 2024 ficharía por el Liverpool FC de Uruguay.

### Atlético Tucuman
Luego de un corto paso en Uruguay, el 4 de julio de 2024 seria fichado por el Decano.

## Estadísticas
| Club                       | Temporada           | Liga  | Liga  | Copa nacional | Copa nacional | Copa internacional | Copa internacional | Total | Total |
| Club                       | Temporada           | Part. | Goles | Part.         | Goles         | Part.              | Goles              | Part. | Goles |
| -------------------------- | ------------------- | ----- | ----- | ------------- | ------------- | ------------------ | ------------------ | ----- | ----- |
| Danubio · Uruguay          | 2012-13             | 1     | 0     | —             | —             | —                  | —                  | 1     | 0     |
| Danubio · Uruguay          | 2013-14             | 12    | 1     | —             | —             | 2                  | 0                  | 14    | 1     |
| Danubio · Uruguay          | 2014-15             | 19    | 0     | —             | —             | 5                  | 0                  | 24    | 0     |
| Danubio · Uruguay          | 2015-16             | 16    | 1     | —             | —             | 1                  | 0                  | 17    | 1     |
| Danubio · Uruguay          | 2016                | 13    | 0     | —             | —             | —                  | —                  | 13    | 0     |
| Danubio · Uruguay          | 2017                | 14    | 1     | —             | —             | 2                  | 0                  | 16    | 1     |
| Danubio · Uruguay          | Total               | 75    | 3     | 0             | 0             | 10                 | 0                  | 85    | 3     |
| Millonarios · Colombia     | 2017                | 23    | 2     | 3             | 0             | —                  | —                  | 26    | 2     |
| Millonarios · Colombia     | 2018                | 26    | 1     | 3             | 0             | 8                  | 0                  | 37    | 1     |
| Millonarios · Colombia     | 2019                | 18    | 3     | 2             | 0             | —                  | —                  | 20    | 3     |
| Vélez Sarsfield Argentina  | 2019-20             | 6     | 0     | —             | —             | 1                  | 0                  | 7     | 0     |
| Millonarios · Colombia     | 2020                | 16    | 0     | 1             | 0             | 1                  | 0                  | 18    | 0     |
| Millonarios · Colombia     | 2021                | 2     | 0     | —             | —             | —                  | —                  | 2     | 0     |
| Millonarios · Colombia     | Total               | 86    | 6     | 9             | 0             | 9                  | 0                  | 104   | 6     |
| Vélez Sarsfield Argentina  | 2021                | 30    | 2     | —             | —             | 6                  | 0                  | 36    | 2     |
| Vélez Sarsfield Argentina  | 2022                | 27    | 0     | 3             | 0             | 12                 | 2                  | 42    | 2     |
| Colo-Colo · Chile          | 2023                | 6     | 0     | —             | —             | 1                  | 0                  | 7     | 0     |
| Colo-Colo · Chile          | Total               | 6     | 0     | 0             | 0             | 1                  | 0                  | 7     | 0     |
| Vélez Sarsfield Argentina  | 2024                | 0     | 0     | —             | —             | 0                  | 0                  | 0     | 0     |
| Vélez Sarsfield Argentina  | Total               | 63    | 2     | 3             | 0             | 19                 | 2                  | 85    | 4     |
| Liverpool FC · Uruguay     | 2024                | 11    | 0     | -             | -             | 4                  | 0                  | 15    | 0     |
| Liverpool FC · Uruguay     | Total               | 11    | 0     | 0             | 0             | 4                  | 0                  | 15    | 0     |
| Atlético Tucumán Argentina | 2024                | 13    | 0     | —             | —             | —                  | —                  | 13    | 0     |
| Atlético Tucumán Argentina | 2025                | 10    | 0     | —             | —             | —                  | —                  | 10    | 0     |
| Atlético Tucumán Argentina | Total               | 23    | 0     | 0             | 0             | 0                  | 0                  | 23    | 0     |
| Nacional · Uruguay         | 2025                | 0     | 0     | -             | -             | -                  | -                  | 0     | 0     |
| Nacional · Uruguay         | Total               | 0     | 0     | 0             | 0             | 0                  | 0                  | 0     | 0     |
| Total en su carrera        | Total en su carrera | 270   | 11    | 12            | 0             | 38                 | 2                  | 320   | 13    |

## Palmarés

### Títulos nacionales
| Título                | Club           | País     | Temporada |
| --------------------- | -------------- | -------- | --------- |
| Campeonato Uruguayo   | Danubio        | Uruguay  | 2013-14   |
| Categoría Primera A   | Millonarios FC | Colombia | 2017      |
| Superliga de Colombia | Millonarios FC | Colombia | 2018      |

### Distinciones individuales
| Distinción                     | Año  |
| ------------------------------ | ---- |
| Once ideal del Torneo Apertura | 2019 |

## Vida privada
Es medio hermano del también futbolista Joaquín Ardaiz.